# David Coburn
David Coburn (* 11. Februar 1959 in Glasgow, Schottland) ist ein britischer Politiker und ehemaliges Mitglied der Brexit Party und der UK Independence Party.

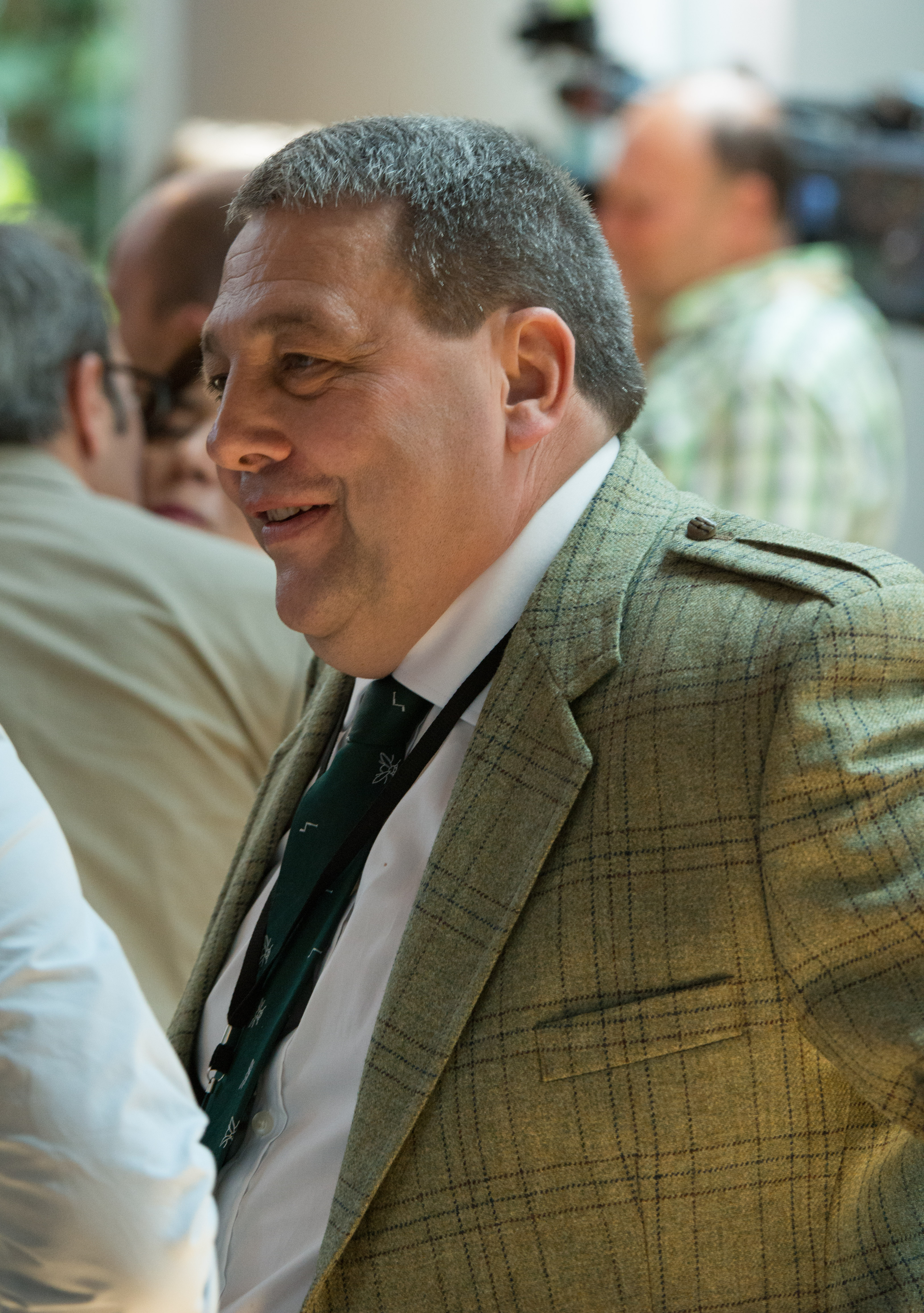
David Coburn

## Leben
Coburn besuchte die High School of Glasgow und studierte Rechtswissenschaften an der University of Leeds. Er beendete sein Studium nicht. Seit Juli 2014 ist Coburn Abgeordneter im Europäischen Parlament. Dort ist er unter anderem Mitglied im Fischereiausschuss. Coburn ist offen homosexuell und wohnt in London.